# Immobilien Zeitung
Die IZ Immobilien Zeitung Verlagsgesellschaft mbH (IZ) ist ein Medienunternehmen, an welchem seit 2007 die dfv Mediengruppe (Deutscher Fachverlag GmbH) beteiligt ist. Hauptsitz der IZ ist Wiesbaden, wo sich die Verwaltung, die Geschäftsführung, die Softwareentwicklung, das Marketing, das Sales-Team, das Data Management und die Stammredaktion befinden. Korrespondenten sitzen in Berlin, Hamburg, Stuttgart und München. Insgesamt beschäftigt die Verlagsgesellschaft ca. 115 Mitarbeiter, davon rund 30 in der Redaktion. Teil davon ist die Verlagstochter Heuer Dialog GmbH, welche seit mehr als 40 Jahren Dialoge, Firmen- und Messeveranstaltungen mit Immobilienbezug entwickelt und moderiert.
Das Kernprodukt des Unternehmens ist die Immobilien Zeitung. Sie ist eine deutsche Fachzeitschrift für die Immobilienwirtschaft, die jede Woche am Donnerstag erscheint. Die Printausgabe erreicht wöchentlich 8.952 Abonnenten (02/24) bei einer Druckauflage von 9.017 Exemplaren.
In den letzten Jahren wurde der klassische Kernbereich um zahlreiche digitale Recherche- und Analysetools, wie beispielsweise IZ Research, erweitert. Darüber hinaus verfügt das Produktportfolio über Veranstaltungen im Immobilienbereich (Heuer Dialog GmbH) und den Stellenmarkt IZ Jobs.
Im April 2022 haben die IZ und die dfv Mediengruppe das Joint Venture Career Pioneer GmbH & Co. KG gegründet. Die Kernkompetenz des Unternehmens liegt in der gemeinsamen Entwicklung und Vermarktung aller Stellenmärkte der Mediengruppe.

## Historie

### 1988–1997: Gründung der Immobilien Zeitung
1988: Gründung der IZ Immobilien Zeitung Verlagsgesellschaft mbH als Tochter der ACS-GmbH (American Consumer Services) mit Sitz in Wiesbaden. Die Zeitung besteht ausschließlich aus Kleinanzeigen und wird im Eigenvertrieb im Rhein-Main-Gebiet vertrieben. Eine Redaktion gibt es im journalistischen Sinne nicht.
1991: Die Immobilien Zeitung stellt den ersten Redakteur ein.
1993–1997: 1993 gilt durch die Umstellung auf ein Fachmedium mit bundesweitem Vertrieb als Geburtsstunde der IZ Immobilien Zeitung Verlagsgesellschaft mbH. 1993 tritt Jan Mucha als Werkstudent in die Redaktion der Immobilien Zeitung ein, ein Jahr später beginnt Thomas Porten sein Volontariat. In wirtschaftlich schwierigen Zeiten erwerben Thomas Porten, Thorsten Karl und Jan Mucha die IZ Immobilien Zeitung Verlagsgesellschaft mbH. Jan Mucha übernimmt die Geschäftsführung und Thomas Porten wird Chefredakteur.

### 1998–2011: Aufbau des Verlages
Der Verlag etabliert sich als übergreifendes Fachmedium für die Immobilienbranche und steigert seine Abonnentenzahlen von 4.183 auf 9.350.
2000: Die Immobilien Zeitung informiert 24/7 auf der firmeneigenen Homepage www.iz.de.
2001: Der erste Versand des täglichen Newsletters IZ Aktuell.
2002: Bezug des neuen Verlagssitzes in der Luisenstraße 24 in Wiesbaden. Im gleichen Jahr wird auf Initiative der Immobilien Zeitung der Rat der Immobilienweisen gegründet, der mit seinem Frühjahrsgutachten regelmäßig die deutschen Immobilienmärkte analysiert.
2004: Der Verlag wird zum deutschen Ansprechpartner für die MIPIM Awards, die renommiertesten Immobilienpreise auf internationaler Ebene.
2006: Die Immobilien Zeitung erhält den Golden Brick Award für die beste nicht-englischsprachige Branchenhomepage weltweit.
2007: Die Immobilien Zeitung erscheint nun wöchentlich, womit eine Erhöhung der Mitarbeiterzahl auf 35 einhergeht. 2007 beteiligt sich der Deutsche Fachverlag an der Immobilien Zeitung.
2008: Die Immobilien Zeitung wird als eine der besten Fachzeitungen Deutschlands von der Deutschen Fachpresse prämiert. Im gleichen Jahr beteiligt sich die Immobilien Zeitung mehrheitlich an der Bernd Heuer Dialog GmbH, heute Heuer Dialog mit Sitz in Düsseldorf. Der Stellenmarkt IZ Jobs wird gegründet.
2011: Der eigene Shop der Immobilien Zeitung für immobilienwirtschaftliche Fachliteratur, IZ Shop, wird auf den Markt gebracht. Ende 2011 hat der Verlag 85 Mitarbeiter.

### 2014–heute: Der Weg in die Digitalisierung
2014–2015: Die Immobilien Zeitung erweitert ihren klassischen Kernbereich der Nachrichten um Recherche-Datenbanken wie IZ Transaktionen und IZ Profile sowie um die IZ Wohnmarktanalyse.
2017: Mit IZ Research bündelt die Immobilien Zeitung ihr Wissen in einem Analysetool.
2018: Die Immobilien Zeitung feiert ihr 25-jähriges Bestehen und bringt das Jubiläumsmagazin fünfundzwanzig. heraus.
2019: Seit dem 1. Januar 2019 ist Brigitte Mallmann-Bansa Chefredakteurin der Immobilien Zeitung. Der bisherige Chefredakteur Thomas Porten bekleidet den neu geschaffenen Posten des Herausgebers der Immobilien Zeitung.
2022: Gründung des Joint Venture Career Pioneer GmbH & Co. KG durch IZ und dfv Mediengruppe.
2023: Die Immobilien Zeitung feiert ihr 30-jähriges Bestehen.

## Auflage
Die Printausgabe der Immobilien Zeitung wendet sich wöchentlich an 8.952 Abonnenten (IVW 2/24). Die wöchentliche Druckauflage beläuft sich auf 9.017 Exemplare (IVW 2/24).
Entwicklung der Abonnentenzahl (1998–2023)

## Nachrichten
Hinter der Berichterstattung der Immobilien Zeitung verbirgt sich ein ca. 30-köpfiges Redaktionsteam mit Sitz in Wiesbaden, Berlin, Hamburg, Stuttgart und München.
Die Printzeitung teilt sich in vier Bücher auf. Die ersten beiden Bücher formen den allgemeinen Teil der Zeitung mit den Ressorts Nachrichten, Job und Karriere, Facility- und Property-Management, Einzelhandel, Digitales sowie Recht und Steuern. Es folgen die regionalen Märkte und der Anzeigenteil im dritten und vierten Buch. Die regionalen Märkte untergliedern sich in Norddeutschland, Nordrhein-Westfalen, Hessen/Rheinland-Pfalz/Saarland, Baden-Württemberg, Bayern, Berlin/Brandenburg/Mecklenburg-Vorpommern und Thüringen/Sachsen/Sachsen-Anhalt. Der Anzeigenteil beinhaltet Stellenanzeigen.
Das Printangebot wird durch das Nachrichtenportal IZ.de inklusive des IZ Archivs ergänzt. Das IZ Archiv umfasst mehr als 210.000 Nachrichten seit 2000. Durch die IZ App kann das Printangebot auch mobil bzw. online gelesen werden. Von Montag bis Freitag werden die Nachrichten des Tages der Immobilienwirtschaft im Newsletter IZ Aktuell aufbereitet.

## IZ Research
Das intuitive All-in-one-Dashboard für Objekt-, Markt-, Standort- und Wettbewerbsanalysen umfasst derzeit acht Anwendungskomponenten: Objekte zur Analyse von Wirtschaftsimmobilien beinhaltet Informationen zu mehr als 49.000 deutschen Immobilien, darunter über 7.000 Projekte. Investments enthält Datensätze zu mehr als 30.900 Immobilientransaktionen seit 2006. Mit der Anwendung Vermietungen stellt u. a. Vermietern, Investoren, Projektentwicklern oder Maklern mehr als 36.500 Datensätze zum Vermietungsmarkt rund um die relevante Wirtschaftsimmobilie zur Verfügung. Städte bereitet umfangreiche Markt- und Strukturdaten zu allen deutschen Städten und Gemeinden auf. Akteure liefert Informationen zu Immobilienunternehmen, Institutionen sowie Personen (bzw. Namen von Personen), die entlang des Lebenszyklus einer Immobilie in bestimmten Rollen und mit bestimmten Aktivitäten in Verbindung stehen. News bietet Zugriff auf das gesamte News- und Quellenarchiv von IZ Research und damit auf alle publizierten Nachrichten der Immobilien Zeitung, zahlreicher Schwesterblätter der dfv Mediengruppe sowie weitere Meldungen aus Drittquellen, sowohl tagesaktuell als auch rückwirkend bis in das Jahr 2000. Mit der Standortanalyse können Nutzer im digitalen Dashboard für jede Adresse binnen weniger Minuten Analysen erstellen, basierend auf flexiblen Bausteinen zu Standortfaktoren, Comparables und Marktdaten. Die Wohnmarktanalyse ist ein Instrument zur Preisfindung von Wohnimmobilien.

## Heuer Dialog – Veranstaltungen
Die Heuer Dialog GmbH ist eine 100-prozentige Tochtergesellschaft der IZ Immobilien Zeitung Verlagsgesellschaft mbH. Sie spezialisiert sich seit über 40 Jahren auf Seminar- und Kongressveranstaltungen in der Immobilienbranche. Darüber hinaus bietet Heuer Dialog zahlreiche Fort- und Weiterbildungsmöglichkeiten für Fach- und Führungskräfte an.

## IZ Jobs – Stellenmarkt
Seit Oktober 2008 ist die Jobbörse www.iz-jobs.de als Stellenmarkt für die Immobilienwirtschaft im Angebot der IZ Immobilien Zeitung Verlagsgesellschaft mbH. Im Rahmen der IZ Joboffensive wird die Kommunikation zwischen den (Top-)Arbeitgebern der Immobilienbranche, dem Branchennachwuchs und den Ausbildungsstätten gefördert. Die beiden Kernelemente sind eine jährliche Arbeitsmarktumfrage sowie das IZ Karriereforum, eine Jobmesse für die Immobilienwirtschaft.